# Пшистайня-Кольонія
Пшистайня-Кольонія (пол. Przystajnia-Kolonia) — село в Польщі, у гміні Бжезіни Каліського повіту Великопольського воєводства.
Населення — 242 особи (2011).
У 1975-1998 роках село належало до Каліського воєводства.

## Демографія
Демографічна структура станом на 31 березня 2011 року:
|          | Загалом | Допрацездатний вік | Працездатний вік | Постпрацездатний вік |
| -------- | ------- | ------------------ | ---------------- | -------------------- |
| Чоловіки | 119     | 30                 | 77               | 12                   |
| Жінки    | 123     | 27                 | 65               | 31                   |
| Разом    | 242     | 57                 | 142              | 43                   |